# Pernille Kure
Pernille Kure (født 6. maj 1968) er en tidligere dansk tv-vært. Hun var vært på Hvaffor en hånd fra 1991 til 1995. Hun tog blandt andet ud på ture til forskellige øer i Danmark hvor hun fortalte om øerne og deres historie. Pernille Kure har også været vært på Olivia - hvoffor hvoffor dit og hvoffor dat. Hendes 3 medværter var Andreas Bræstrup, Mikkel Konyher og Amalie Nybroe Fjeldmose. Pernille Kure arbejder stadig på Danmarks Radio. 